# 904
Évszázadok: 9. század – 10. század – 11. század
Évtizedek: 850-es évek – 860-as évek – 870-es évek – 880-as évek – 890-es évek – 900-as évek – 910-es évek – 920-as évek – 930-as évek – 940-es évek – 950-es évek
Évek: 899 – 900 – 901 – 902 –  903 – 904 – 905 – 906 – 907 – 908 – 909

## Események

### Európa
- Januárban Tusculumi Theophylactus római katonai főparancsnok fellázad az előző évben erőszakkal pápává lett Kristóf ellen és bebörtönzi az egyházfőt. Visszahívja III. Sergiust (akit 898-ban már egyszer pápává választottak, de Lambert császár száműzette és helyére IX. Jánost ültette), akit pápává választanak. Kristófot és az előző évben lemondatott V. Leót börtönükben megfojtják. Sergius visszavonja Formosus pápa minden rendeletét és újraszentelteti valamennyi általa kinevezett püspököt. A tényleges hatalom Theophylactus kezébe kerül és jelentős mértékben részesül belőle felesége, Theodora és 15 éves lánya, Marozia is, aki Sergius szeretője lesz. Emiatt a pápaság ezen korszakát a történetírók "pornokráciának", szajhauralomnak hívják.
- A bajorok béketárgyalásra hívják az ellenük vonuló honfoglaló magyar sereg vezérét, Kurszánt (valószínűleg a gyulát), majd kíséretével együtt lemészárolják, utána pedig megfutamítják a vezér nélkül maradt magyar hadsereget.
- Egy 54 hajóból álló arab flotta a hitehagyott Tripoli León vezetésével meglepetésszerűen megtámadja a Bizánci Birodalom második legnagyobb városát, Thesszalonikit. A város négy nap után kapitulál és arabok egy hétig fosztogatják, 4 ezer muszlin foglyot kiszabadítanak és 22 ezer lakosát elhurcolják rabszolgának. A bizánciak ősszel megtorlásul betörnek Kilikiába és Andronikosz Dukasz vezetésével legyőzik Tarszosz és Mopszuesztia egyesült erőit.
- Kihasználva az arab támadás miatt meggyengült bizánci védelmet, I. Simeon bolgár fejedelem támadással fenyegetőzik. VI. León császár kénytelen engedni és jelentős területeket ad át a bolgároknak.

### Abbászida Kalifátus
- Al-Muktafí kalifa leveri a szíriai karámita lázadást. Ezt követően sereget küld Egyiptomba, hogy visszavegye a tartományt a félautonóm Túlúnida kormányzóktól. A kalifa hadvezére gyakorlatilag ellenállás nélkül nyomul előre, decemberben pedig a kiskorú Hárún ibn Humáravajh kormányzót a lázadó katonák meggyilkolják. Helyét nagybátyja, Sajbán veszi át.

### Kína
- A tényleges hatalmat birtokló Csu Ven hadúr megöleti Tang Csao-cung császárt és annak 11 éves fiát, Ajt ülteti a trónra. Csu Ven Lojangba helyezi át a fővárost és elrendeli, hogy a korábbi főváros, Csangan épületeit bontsák le és az építőanyagot szállítsák át Lojangba.

## Születések
- Æthelwold, winchesteri püspök
- Kuo Vej, a kínai Kései Csou dinasztia alapítója

## Halálozások
- szeptember 22. - Tang Csao-cung, kínai császár
- december 30. – Hárún ibn Humáravajh, egyiptomi kormányzó
- Ki no Tomonori, japán költő
- Kristóf, ellenpápa
- Kurszán, magyar fejedelem
- V. Leó, római pápa

## Fordítás
- Ez a szócikk részben vagy egészben  a(z)   904 című angol Wikipédia-szócikk ezen változatának fordításán alapul.  Az eredeti cikk szerkesztőit annak laptörténete sorolja fel. Ez a jelzés csupán a megfogalmazás eredetét és a szerzői jogokat jelzi, nem szolgál a cikkben szereplő információk forrásmegjelöléseként.